# Rostkronad eremomela
Rostkronad eremomela (Eremomela badiceps) är en fågel i familjen cistikolor inom ordningen tättingar.

## Utseende och läte
Rostkronad eremomela är en liten sångarlik fågel. Den har ett tydligt svart bröstband som skiljer vit strupe från ljusgrå buk. Ovansidan är enfärgat grå bortsett från rödaktig hjässa och mörkt ansikte. Den överlappar delvis med rostpannad eremomela, men skiljer sig på mer rött på huvudet och tydliga bröstbandet. Nland lätena hörs sträva "brzrt" liksom ljusa kvittriga ljud uppblandade med mer visslande toner och drillare.

## Utbredning och systematik
Rostkronad eremomela delas in i tre underarter:
- E. b. fantiensis – förekommer från Sierra Leone till västra Nigeria
- E. b. badiceps – förekommer från Nigeria till norra Angola och västra Uganda samt på Bioko
- E. b. latukae – förekommer i södra Sydsudan

## Levnadssätt
Rostkronad eremomela hittas i skogar och skogsbryn. Där ses den i smågrupper eller flockar födosökande högt uppe i träden.

## Status och hot
Arten har ett stort utbredningsområde, men tros minska i antal, dock inte tillräckligt kraftigt för att den ska betraktas som hotad. Internationella naturvårdsunionen IUCN listar arten som livskraftig (LC).

## Namn
Släktesnamnet Eremomela som också återspeglas i fåglarnas trivialnamn betyder "ökensång", efter grekiska eremos för "öken" och melos, "sång" eller "melodi".